# John Manley
John Paul Manley, född 5 januari 1950 i Ottawa, Ontario, är en kanadensisk jurist, affärsman och politiker (Kanadas liberala parti). Han var ledamot av Kanadas parlament 1988-2004 och tjänstgjorde i tio år som minister under Kanadas premiärminister Jean Chrétien. Han var Kanadas industriminister 1993-2000, utrikesminister 2000-2002 och finansminister 2002-2003. Han var också Kanadas vice premiärminister 2002-2003.
Han avlade 1971 sin grundexamen vid Carleton University och 1976 juristexamen vid University of Ottawa. Han studerade också i Lausanne.
Manley arbetade som skattejurist för advokatbyrån Perley-Robertson Hill & McDougall LLP. Maraton är hans idrottsgren. Han är gift med Judith Manley. Han är anglikan.
När premiärminister Chrétien 2003 avgick, bestämde sig Manley för att delta i partiledarvalet. Paul Martin fick ett starkt stöd från första början och Manley bestämde sig 22 juli 2003 för att dra sig tillbaka från partiledarvalet och stödja Martin istället. Enligt opinionsundersökningarna hade Manley som bäst 25% av partimedlemmarna bakom sig men han var aldrig nära Paul Martins siffror.
Manley lämnade politiken efter 2004 års val. Han blev i maj 2004 styrelseledamot för Nortel Networks. I januari 2005 blev han dessutom styrelseledamot för Canadian Imperial Bank of Commerce (CIBC). Han är ordförande för Task Force on the Future of North America som 2005 förordade bildandet av Nordamerikanska Unionen.
Manley är en företrädare för den kanadensiska republikanismen och förordar avskaffandet av monarkin. Han sade offentligt att monarkin inte är nödvändig under Elizabeth II:s tolv dagar långa besök i Kanada när han uppträdde som Kanadas officiella representant i samband med besöket.